# Hong Kong Rangers FC
Hong Kong Rangers Football Club (Zn. tradycyjne: 香港流浪足球會) – klub piłkarski w Hongkongu, grający w Hong Kong Premier League (nazywany także: Biu Chun Rangers 標準流浪)

## Sukcesy
- Hong Kong First Division
  - mistrzostwo (1): 1970/1971
- Hong Kong Second Division
  - mistrzostwo (2): 1964/1965, 2011/2012
- Hong Kong Third Division
  - mistrzostwo (1): 1991/1992
- Puchar Hongkongu
  - zwycięstwo (2): 1977, 1995
  - finał (3): 1975, 1983, 2003
- Hong Kong Senior Challenge Shield
  - zwycięstwo (4): 1966, 1971, 1975, 1995
  - finał (2): 1976, 1982

## Stadion
Domowe mecze klub rozgrywa na Stadionie Sham Shui Po w Hongkongu. Stadion może pomieścić 2194 widzów.

## Azjatyckie puchary
Legenda do wszystkich tabel:
- Q – runda eliminacyjna, 1/16, 1/8, 1/4, 1/2 – odpowiednia faza rozgrywek, Grupa – runda grupowa, 1r gr – pierwsza runda grupowa, 2r gr – druga runda grupowa, F – finał, R – runda, PO – play-off
- k. – rzuty karne, los. – losowanie, Dogr. – dogrywka, w. – zasada bramek strzelonych na wyjeździe

| Sezon | Rozgrywki                 | Runda | Klub             | Dom | Wyjazd | Ogólnie |
| ----- | ------------------------- | ----- | ---------------- | --- | ------ | ------- |
| 1995  | Puchar Zdobywców Pucharów | 2R    | Yokohama Flügels | 1–3 | 2–4    | 3–7     |